# Fortuna Schlangen
Fortuna Schlangen, offiziell Fußballclub Fortuna Schlangen von 1921 e.V., ist ein Fußballverein aus Schlangen im nordrhein-westfälischen Kreis Lippe. Die erste Fußballmannschaft spielte als VfL Schlangen fünf Jahre in der höchsten westfälischen Amateurliga.

## Geschichte
Der Verein wurde am 1. Januar 1921 gegründet und musste am 10. April 1939 den Namen TuS Schlangen annehmen. Im Jahre 1946 wurden alle Sportvereine in Schlangen auf Druck der britischen Besatzungsmacht im VfL Schlangen vereint. Die erste Fußballmannschaft schaffte im Jahre 1959 den Aufstieg in die Bezirksklasse und wurde zwei Jahre später Vizemeister hinter dem TuS Spork-Wendlinghausen. Im Jahre 1963 gelang der Aufstieg in die Landesliga, wo der VfL mehrere Jahre in Folge Mittelfeldpositionen einnahm. 1970 wurde der VfL Schlangen Vizemeister hinter dem 1. FC Paderborn und traf in einer Aufstiegsrunde auf die Vizemeister der anderen vier Landesligastaffeln SV Netphen, TuS Eving-Lindenhorst, 1. FC Gladbeck und den SVA Bockum-Hövel. Hier setzte sich der VfL durch und stieg in die seinerzeit drittklassige Verbandsliga auf, die damals die höchste Amateurliga Westfalens war.
In der Verbandsliga geriet die Mannschaft nur in der Saison 1971/72 ernsthaft in Abstiegsgefahr. Fusionsgespräche mit dem BV Bad Lippspringe zerschlugen sich. Es folgten die erfolgreichsten Jahre der Vereinsgeschichte, wo der VfL Schlangen in den Spielzeiten 1972/73 und 1973/74 jeweils Achter wurde. Im Zuge der so genannten Finanzamtsaffäre konnte der VfL nicht an diese Erfolge anknüpfen und mussten 1975 als Vorletzter mit drei Punkten Rückstand auf den VfB 03 Bielefeld wieder in die Landesliga absteigen. Zurück in der Landesliga sorgte der Verein durch die Verpflichtung des Brasilianers Mike Hasai aus Chicago für Aufsehen. Der VfL wurde 1976 Vizemeister hinter der Spvg Steinhagen und stieg ein Jahr später unter Spielertrainer Detlef Kemena aus der Landesliga ab. Die Schlangener scheiterten ebenso wie der VfL Mennighüffen in einer Entscheidungsspielrunde am punktgleichen SV Löhne-Obernbeck. 1983 stieg der VfL in die Kreisliga ab und stieg 1985 unter dem Spielertrainer Hans-Ulrich Brückner wieder in die Bezirksliga auf.
Zwei Jahre später kam es zu Streitigkeiten zwischen der Fußballabteilung und dem Vorstand des VfL Schlangen. Als Folge daraus löste sich die Fußballabteilung vom VfL und gründete mit dem FC Fortuna einen eigenständigen Verein. Ebenfalls 1988 kehrte die Mannschaft in die Landesliga zurück und musste zwei Jahre später wieder in die Bezirksliga absteigen, wo das Team 1998 Vizemeister hinter dem SV Werl-Aspe wurde. Im Jahre 2002 ging es nach drei Abstiegen in Folge in die Kreisliga B hinunter. Seit dem Wiederaufstieg im Jahre 2009 spielt die Fortuna in der Kreisliga A Detmold und wurde dort 2010, 2011 und 2017 jeweils Vizemeister.

## Stadion
Die Heimspiele werden im Sportzentrum Rennekamp ausgetragen. Das Stadion bietet Platz für 1700 Zuschauer, davon 200 Sitzplätze. Es wird auf Kunstrasen gespielt. Das Sportzentrum befindet sich an der Badstraße westlich der Grundschule.

## Persönlichkeiten
- Thorsten Becker
- Detlef Kemena
- Helmut Schröder
- Berthold Strathaus
- Andreas Wiegel

## Weblink
- Offizielle Website des FC Fortuna Schlangen